# نایل راجرز
نایل گریگوری راجرز جونیور (انگلیسی: Nile Gregory Rodgers Jr.؛ زادهٔ ۱۹ سپتامبر ۱۹۵۲) تهیه‌کننده موسیقی، گیتاریست و آهنگساز اهل ایالات متحده آمریکا است. او یکی از بنیانگذاران گروه موسیقی شیک است و ترانه‌هایی از این گروه را نوشته، تهیه‌کنندگی و اجرا کرده و بیش از ۵۰۰ میلیون آلبوم و ۷۵ میلیون تک‌آهنگ در سراسر جهان فروخته‌است. او عضو تالار مشاهیر راک اند رول و تالار مشاهیر ترانه‌پردازان است.